# Pleurothallis ramosii
Pleurothallis ramosii är en orkidéart som beskrevs av Carlyle August Luer. Pleurothallis ramosii ingår i släktet Pleurothallis och familjen orkidéer. Inga underarter finns listade i Catalogue of Life.